# Hillstomp
Hillstomp é um duo de punk blues de Portland, Oregon, composto por Henry Hill Kammerer e John "Lord Buckets" Johnson.
Em Dezembro de 2005, o seu album The Woman that Ended the World foi nomeado Album do ano pelo jornal Willamette Week.

## Discografia
- 2005: One Word
- 2005: The Woman That Ended the World
- 2007: After Two But Before Five
- 2010: Darker the Night

## Atalhos externos
- Site oficial dos Hillstomp
- Entrevista dos Hillstomp[ligação inativa]